# مولي غوردون
مولي غوردون (بالإنجليزية: Molly Gordon)‏ هي ممثلة أمريكية، ولدت في 6 ديسمبر 1995.

## وصلات خارجية
- مولي غوردون على موقع IMDb (الإنجليزية)
- مولي غوردون على موقع ميتاكريتيك (الإنجليزية)
- مولي غوردون على موقع روتن توميتوز (الإنجليزية)
- مولي غوردون على موقع قاعدة بيانات الأفلام العربية
- مولي غوردون على موقع ألو سيني (الفرنسية)
- مولي غوردون على موقع تيرنر كلاسيك موفيز (الإنجليزية)
- مولي غوردون على موقع أول موفي (الإنجليزية)
- مولي غوردون على موقع ديسكوغز (الإنجليزية)
- مولي غوردون على موقع قاعدة بيانات الفيلم (الإنجليزية)
- مولي غوردون على موقع ليتربوكسد (الإنجليزية)